# Красавица и Чудовище (мультфильм, 1991)
«Краса́вица и Чудо́вище» (англ. Beauty and the Beast) — американский анимационный фильм в жанре музыкального романтического фэнтези 1991 года, снятый студией Walt Disney Feature Animation и выпущенный студией Walt Disney Pictures. Он 30-я полнометражная картина Disney и третья, выпущенный в период эпохи Ренессанса «Диснея». Мультфильм основан на одноимённой сказке Жанны Мари Лепренс де Бомон (которая была указана только во французском дубляже), а также содержит идеи из одноимённого французского фильма 1946 года режиссёра Жана Кокто. Режиссёрами выступили Гари Труздейл и Кирк Уайз (в их полнометражных дебютах на этом поле деятельности), продюсером — Дон Хан, а сценарий написала Линда Вулвертон.
Мультфильм фокусируется на отношениях между Чудовищем (Робби Бенсон) — принцем, который волшебным образом превратился в чудовище, его слугами, превращённых в предметы домашнего обихода в качестве наказания за его высокомерие, и Белль (Пейдж О’Хара) — молодой женщиной, которую он заключил в свой замок вместо её отца. Чтобы снять проклятие, Чудовище должен научиться любить Белль и заслужить её любовь взамен, прежде чем последний лепесток упадет с зачарованной розы, иначе он навсегда останется чудовищем. В фильме также озвучивают Ричард Уайт, Джерри Орбах, Дэвид Огден Стайерс и Анджела Лэнсбери.
Уолт Дисней впервые попытался адаптировать «Красавицу и Чудовище» в анимационный фильм в 1930-х и 1950-х годах, но безуспешно. После успеха «Русалочки» (1989) компания Walt Disney Pictures решила адаптировать сказку, которую Richard Purdum Productions изначально задумывал как немюзикл. Председатель Disney Джеффри Катценберг в конце концов отклонил идею Purdum и приказал вместо этого сделать фильм именно мюзиклом, таким как «Русалочка». Фильм был снят Гэри Трузсдейлом и Кирком Уайзом в их режиссёрском дебюте, по сценарию Линды Вулвертон. Авторство сюжета было впервые приписано Роджеру Аллерсу. Автор текстов Ховард Эшман и композитор Алан Менкен написали песни для фильма. Эшман, который также был исполнительным продюсером фильма, умер от осложнений, связанных со СПИДом, за шесть месяцев до выхода фильма, и поэтому фильм посвящен его памяти.
Премьера «Красавицы и Чудовища» как незавершенного фильма состоялась 29 сентября 1991 года на Нью-Йоркском кинофестивале, а 13 ноября состоялась его театрализованная премьера как законченного произведения в театре «Эль-Капитан». Анимационная лента собрала 331 миллион долларов в прокате по всему миру при бюджете в 25 миллионов долларов и получила широкое признание критиков за романтическое повествование, мультипликацию (особенно бальную сцену), персонажей и музыкальные номера. «Красавица и Чудовище» получила премию «Золотой глобус» за лучший фильм — мюзикл или комедию, и стала первым анимационным произведением, когда-либо выигрывавшим эту категорию. Оно также стало первым анимационным творением, которое было номинировано на «Оскар» за лучший фильм на 64-й церемонии вручения премии, где мультипликационная лента получила награду за лучшую оригинальную музыку к фильму и за лучшую оригинальную песню за (титульную композицию), а также получила дополнительные номинации на лучшую оригинальную песню (песни «Be Our Guest» и «Belle» были номинированы по отдельности) и лучший звук. В апреле 1994 года «Красавица и Чудовище» стала первым анимационным фильмом Диснея, который был адаптирован в бродвейский мюзикл.
Версия картины в формате IMAX была выпущена в 2002 году и включала Human Again, новую пятиминутную музыкальную сцену, которая была вырезана из фильма перед его выпуском, но была включена в мюзикл 1994 года. В том же году произведение было выбрано Библиотекой Конгресса для сохранения в Национальном реестре фильмов как «культурно, исторически или эстетически значимое». После успеха 3D-переиздания «Короля Льва» фильм был переиздан в 3D в 2012 году. 17 марта 2017 года вышла киноадаптация работы, снятая Биллом Кондоном. В 2014 году журнал Time назвал «Красавицу и Чудовище» величайшим фильмом эпохи Ренессанса «Диснея» и одним из величайших анимационных фильмов всех времён.

## Сюжет
В сказочной стране в своём замке живёт молодой принц. Однажды нищая старуха просит пустить её погреться и говорит, что в качестве благодарности может предложить только розу. Принц не впустил её, потому что относился к беднякам с презрением. Та предупреждает, что истинная красота скрыта внутри, но принц вновь прогоняет её. Тогда старуха принимает свой настоящий облик — могущественную волшебницу. Она решает проучить принца за грубость и неуважение и превращает его в жуткого монстра, а на замок и всех его обитателей накладывает заклятие. Снять его может лишь настоящая любовь, которую принц должен успеть познать до того, как упадёт последний лепесток розы. В противном случае он останется монстром навсегда.
Юная красавица Белль, которую все считают немного странной из-за любви к книгам, живёт в небольшом городке со своим отцом Морисом, которого горожане так же считают чудаком за его изобретения. Однако местный охотник и завидный жених Гастон проявляет внимание к Белль, хоть и презирает её увлечение.
Морис, создав своё новое изобретение — машину для рубки дров, хочет показать её на выставке и вместе с верным конём Филиппом отправляется в далёкий путь. Однако ночью, заблудившись в лесу, теряет Филиппа и, гонимый волками, прибегает к замку Чудовища. Там он знакомится с его несколькими заколдованными обитателями — канделябром Люмьером, каминными часами Когсвортом, заварочным чайником Мадам Потт и одним из её сыновей — чайной чашкой Чипом. Вскоре появляется монстр и, несмотря на оправдания Мориса, запирает его в темнице замка.
Тем временем Гастон решает жениться на Белль, устроив ради этого свадебный пир, но та вежливо, но твёрдо отказывает ему, так как мечтает о приключенческой жизни, а не простой домохозяйки. Гастон (частично из-за Белль) падает в лужу грязи и, опозоренный, уходит прочь.
Вскоре после этого возвращается перепуганный Филипп, и Белль спешит на поиски отца. Конь привозит её к заколдованному замку, где Чудовище соглашается освободить из темницы Мориса при условии, что Белль займёт его место. Монстр отводит ей личную комнату и разрешает ходить по всему замку, кроме Западного крыла — опочивальни Чудовища, где всё напоминает ему о жизни до заклятия колдуньи.
Оставшись пленницей в замке, Белль, вопреки своим ожиданиям, получает радушный приём его обитателей, которые во время ужина устраивают ей целое представление. Однако вскоре она, желая больше узнать о загадочном хозяине замка, заходит в Западное крыло и находит там заколдованную розу. В это же время туда возвращается монстр и взбешённый нарушением запрета Белль, он с жутким рёвом прогоняет её. Та вместе с Филиппом сбегает из замка, но посреди леса на них нападают волки. Неожиданно для Белль и для самого себя, Чудовище прибегает на помощь и спасает их, разогнав волчью стаю, получив при этом не смертельные, но серьёзные раны. Белль, Филипп и монстр возвращаются обратно в замок.
Со временем Белль, выхаживая Чудовище после драки с волками, находит понимание с ним, сумев разглядеть под его страшной наружностью нежную душу. Монстр, также проникшийся чувствами к девушке, дарит ей свою огромную библиотеку, а затем устраивает бал. Заметив её тоску по отцу, он даёт Белль волшебное зеркало, которое по желанию Белль показывает, что Морис, желая найти свою дочь, обессилевший, бродит по лесу. Белль хочет ехать к нему, и Чудовище, скрепя сердце, отпускает её из замка.
Белль находит своего отца без сознания и везёт его домой. Однако вскоре мсье Д’Арк, злой владелец дома для умалишённых и подкупленный Гастоном, приказывает отправить Мориса туда, «где ему место» за россказни про «выдуманного» монстра. В ответ на это Белль просит волшебное зеркало показать Чудовище. Взбешённый разоблачением, Гастон придумывает другой план и подстрекает горожан тем, что монстр опасен. В итоге разъярённая толпа идёт к замку, чтобы убить Чудовище, но обитатели замка дают незваным гостям отпор и прогоняют их.
Гастон тем временем находит Чудовище и нападает на него. Тот не сопротивляется, пока Белль, Морис и Филипп не появляются в замке снова. Происходит жестокая битва на крыше замка. Чудовище одолевает охотника и собирается сбросить его вниз. Тот молит о пощаде, и монстр отпускает его, приказывая покинуть замок. Но как только Белль и Чудовище воссоединяются, охотник подло наносит Чудовищу смертельный удар ножом, но сам падает с башни в пропасть и разбивается насмерть. Монстр рад вновь увидеть Белль, но от полученной раны он умирает. Но та за мгновение до его смерти, успевает признаться ему в своих чувствах. В это же время с заколдованной розы опадает последний лепесток. Заклятье колдуньи теряет силу, Чудовище и жители замка принимают человеческий облик.
В конце Белль и принц устраивают пышную свадьбу.

## Роли озвучивали
- Пейдж О’Хара — Белль[16], библиофильская девушка, которая ищет приключений и предлагает свою свободу Чудовищу в обмен на свободу своего отца. Чтобы «украсить» персонажа из оригинальной сказки, создатели фильма посчитали, что Белль должна «не знать» о своей красоте, и сделали её «немного странной»[17]. Уайз вспоминает кастинг О’Хары из-за «уникального тона», который у неё был, «немного Джуди Гарленд», по внешности которой Белль была смоделирована[18]. Аниматорами персонажа выступили Джеймс Бакстер и Марк Хенн.
- Робби Бенсон — Чудовище[16], молодой принц, которого волшебница превращает в говорящее чудовище в качестве наказания за его высокомерие и эгоизм. Аниматоры нарисовали его со структурой головы и рогами бизона, руками и телом медведя, бровями гориллы, зубами и гривой льва, клыками кабана, а также ногами и хвостом волка. Крис Сандерс, один из художников раскадровки и художников по визуальному развитию мультфильма, разработал проекты для Чудовища и придумал дизайны, основанные на птицах, насекомых и рыбах, прежде чем придумать что-то близкое к окончательному дизайну. Глен Кин, аниматор Чудовища, усовершенствовал дизайн, побывав в зоопарке и изучая животных, на которых был основан Чудовище[19]. Бенсон прокомментировал: «В этом персонаже есть ярость и мучения, которые меня никогда раньше не просили использовать»[20]. Создатели прокомментировали, что «всё было большим», в то время у Бенсона был «ширный голос и тёплая, доступная сторона», так что «вы могли слышать принца под мехом»[19].
- Ричард Уайт — Гастон[16], охотник, который борется за руку Белль в браке. Он служит персонажем для контраста для Чудовища, который изначально был таким же эгоистичным, как Гастон, до спасения Белль от волков. Аниматор Гастона, Андреас Дежа, был под давлением Джеффри Катценберга, чтобы сделать Гастона красивым в отличие от традиционного внешнего вида диснеевского злодея, задание, которое сначала показалось ему сложным. В начале Гастон изображается скорее как нарцисс, чем злодей, но позже он угрожает поместить Мориса в психиатрическую больницу, если Белль не выйдет за него замуж, и в конце концов приводит всех жителей деревни к убийству Чудовища, разозлившись тем, что Белль будет любить Чудовище больше, чем его[21].
- Джерри Орбах — Люмьер[22], добросердечный, но мятежный метрдотель замка Чудовища с французским акцентом, который был превращен в канделябр. У него есть привычка не подчиняться строгим правилам своего хозяина, иногда вызывая напряжённость между ними, но Чудовище часто обращается к нему за советом. Он изображается кокетливым, так как его часто видят с метёлки для стряхивания выли, и ему сразу же нравится Белль. Повторяющейся шуткой на протяжении всего мультфильма является Люмьер, сжигающий Когсворта. Аниматором персонажа выступил Ник Раньери.
- Дэвид Огден Стайерс — Когсворт[23], мажордом Чудовища, главный дворецкий домашнего персонала и лучший друг Люмьера, который был превращен в часы. Он чрезвычайно предан Зверю, чтобы спасти себя и кого-либо еще от любых неприятностей, что часто приводит к трениям между ним и Люмьером. Аниматором персонажа выступил Уилл Финн. Стайерс также рассказывает пролог.
- Анджела Лэнсбери — мадам Потт[24], домработница, превращенная в чайник, которая проявляет материнское отношение к Белль. Создатели фильма использовали несколько имён для мадам Потт, таких как «мадам Кэмомайл», прежде чем Эшман предложил использовать простые и краткие названия для предметов домашнего обихода[19]. Аниматором персонажа выступил Дэвид Пруиксма.
- Брэдли Пирс — Чип[25], сын мадам Потт, который был превращён в чайную чашку. Первоначально планировалось, что у Чипа будет одна фраза, но режиссёры были впечатлены выступлением Пирса и значительно расширили роль персонажа, избегая немого персонажа музыкальная шкатулка[19]. Аниматором персонажа также выступил Пруиксма.
- Рекс Эверхарт — Морис[16], отец-изобретатель Белль. Жители деревни считают его сумасшедшим из-за создания устройств, которые, как считалось, невозможно построить в реальности, но его верная дочь верит, что однажды он станет знаменитым. Аниматором персонажа выступил Рубен А. Акино.
- Джесси Кортни — ЛеФу[16], помощник Гастона. Он смотрит на Гастона как на своего героя и поёт песню с другими жителями деревни, чтобы поднять ему настроение. Его имя по-французски означает «Безумец». Аниматором персонажа выступил Крис Уол.
- Джо Энн Уорли — Платяной шкаф[26][27][28], авторитет замка над модой, и бывшая оперная певица, которая был превращен в гардероб. Персонаж был представлен художником по визуальному развитию Сью Николс к тогдашнему полностью мужскому актёрскому составу слуг, и изначально была более неотъемлемым персонажем под названием «Мадам Армуар». Гардероб известна как «Мадам де ла Гранде Буш» (Мадам Большой Рот) в мюзикле по мультфильму и является единственным заколдованным крупным персонажем, чей человеческий облик не появляется в фильме. Аниматором персонажа выступил Тони Ансельмо.
- Хэл Смит — Филипп[29], конь Белль. Аниматором персонажа выступил Расс Эдмондс.
- Мэри Кей Бергман и Кэт Суси — красотки[30], троица деревенских девиц, которые постоянно льстят Гастону, в мюзикле известные как «Глупые девушки» или «Les Filles De La Ville» (деревенские девушки)[31].
- Джек Энджел, Фил Проктор, Билл Фармер и Патрик Пинни — Том, Дик, Стэнли и Грэмпс, соответственно, друзья Гастона и ЛеФу.
- Брайан Каммингс — Плита[32], шеф-повар замка, который был превращен в плиту. А мультфильме «Красавица и Чудовище: Волшебный мир Белль» его имя шеф-повар Буш.
- Элвин Эпштейн — книготорговец[33], владелец книжного магазина в деревне Белль.
- Тони Джей — месье Д’Арк[34], садистский надзиратель психиатрической лечебницы. Гастон подкупает его, чтобы тот помог в его плане шантажа Белль.
- Алек Мёрфи — булочник[35], владелец пекарни в деревне Белль.
- Кимми Робертсон — метёлка для стряхивания пыли[36], горничная и возлюбленная Люмьер, которая превращена в метёлку для стряхивания пыли. В мультфильме её имя не упоминается по имени; Бабетт - это имя, данное этому персонажу позже в мюзикле фильма; в мультфильме «Волшебный мир Белль» её имя — Фифи, в ремейке — Плюметт.
- Фрэнк Уэлкер — Султан[37], пёс замка, превратившийся в подставку для ног.

## История создания

### Первые попытки
После успешного выхода «Белоснежки и семи гномов» в 1937 году Уолт Дисней начал искать сказку, по которой можно было бы сделать новый полнометражный мультфильм, и остановился на сказке Жанны-Мари Лепренс де Бомон «Красавица и чудовище» (1740). Однако её экранизация вызвала у диснеевской команды «определённые сложности» с развитием «статичной второй части сценария» к мультфильму. Попытки начать работу над мультфильмом предпринимались в 1930-х годах, а затем и в 1950-х годах, и тогда Уолт Дисней решил отложить создание мультфильма по мотивам «Красавицы и Чудовища» до лучших времён.

### Анимация
Декорации созданы с помощью компьютерной CGI графики, а персонажи созданы с использованием диснеевской системы CAPS.

### Создание персонажей

#### Белль
Создание Белль была поручено аниматорам Джеймсу Бакстеру и Марку Хенну. В ранних набросках Белль выглядела «крайне идеальной», будучи чем-то средним между молодой Элизабет Тейлор и Анджелиной Джоли. Аниматоры хотели придать Белль чисто европейскую внешность: полненькие губы, тёмные брови и небольшие глаза, и сделать её немного «странной», добавив ей интерес к книгам. Прообразами для Белль послужили актрисы Джуди Гарленд и Джули Эндрюс, а живой моделью для героини стала актриса Шерри Стоунер.

#### Гастон
Создать Гастона режиссёры «Красавицы и Чудовища» Гари Труздейл и Кирк Уайз попросили аниматора Андреаса Дежу. Изначально Гастон задумывался как персонаж с довольно мультяшной внешностью и глуповатым характером. Однако Дежа изобразил его как мускулистого мужчину с впалыми щеками и усами, но председатель совета директоров The Walt Disney Company Джеффри Катценберг решил, что злодей не должен быть чересчур привлекательным. По словам озвучившего Гастона актёра Ричарда Уайта, внешность этого персонажа была во многом списана с него. Также прообразом для злодея стал Бром Бонс из другого мультфильма Disney, «Приключения Икабода и мистера Тоада» (1949).

## Заметки
1. ↑  Руководитель сюжета
2. ↑  Только Специальное издание